# Парламентские выборы в Науру (1997)
Досрочные парламентские выборы в Науру прошли 8 февраля 1997 года после ряда голосований по вотуму недоверия президенту Лагумоту Харрису, которые меняли решение три раза со времени предыдущих выборов 1995 года. 
Все кандидаты были независимыми. В результате в новом Парламенте оказались 4 новых члена, причём единственная женщина-депутат Руби Дедийя от Анетан потеряла своё место в парламенте и только после выборов 2013 года в нём вновь появилась женщина. Кинза Годфри Клодумар был избран новым президентом.

## Результаты
| Партия                               | Голоса | %    | Места |
| ------------------------------------ | ------ | ---- | ----- |
| Независимые                          |        | 100  | 18    |
| Недействительных/пустых бюллетеней   |        | -    | -     |
| Всего                                | 3139   | 100  | 18    |
| Зарегистрированных избирателей/ Явка | 3418   | 91,8 | –     |
| Источник: Nohlen et al.              |        |      |       |